# 江油蜚英塔
蜚英塔位於四川省綿陽市江油市，文物遺址年代判定為清。2012年7月16日公佈為第八批四川省文物保護單位。
蜚英塔，又名東塔，位於四川省綿陽市江油市武都鎮東十里的涪江東岸黃家庵後山頂上。建於清光緒十八年（1892），保存較完好。塔為六邊形十層樓閣式空心磚塔，坐南向北，通高36公尺，由塔基、塔身、塔刹三部分組成。塔基條石砌築，共六邊，每邊長4.5公尺，高4.5公尺，由十三層條石砌成。塔身共八層，青磚壘砌，每層間距3公尺左右，有仿木結構的門、窗、柱子等。塔內有螺旋狀石蹬，盤旋而上，可達塔頂。塔為攢尖頂，刹呈寶珠狀。全塔共有三道匾額。最下層塔門上橫刻“蜚英塔”三字，門兩側為一對聯“水繞九灣欣得地，山環一柱看擎天”；第五層，塔外橫額為“涪江第一塔”；七層為“文昌閣”三字。均為正楷陰文。塔外有兩座石碑，記載了建塔的原因、目的、過程，分別為清末龍安府知府蔣德鈞所撰的《江油蜚英塔記》和內閣中書王麟熒所撰《蜚英塔記》，文筆流揚，字體蒼勁。碑文均為清光緒二十九年所修《江油縣誌藝文志》收錄。1985年，江油縣人民政府公佈為縣級文物保護單位。